# Dekkan-Sultanate

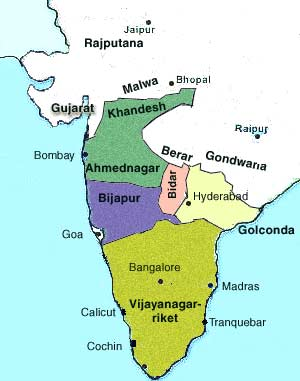
Die islamischen Dekkan-Sultanate Ahmednagar, Berar, Bidar, Bijapur, Khandesh und Golkonda sowie das hinduistische Reich von Vijayanagar im frühen 16. Jahrhundert

Unter dem Begriff Dekkan-Sultanate werden die fünf Sultanate Ahmadnagar, Berar, Bidar, Bijapur und das weiter östlich gelegene Sultanat Golkonda auf dem Dekkan in Zentralindien zusammengefasst, die an der Wende vom 15. zum 16. Jahrhundert aus dem Bahmani-Sultanat hervorgegangen waren; bereits mehr als ein Jahrhundert zuvor (um 1388) hatte sich das Sultanat Khandesh gelöst. Bijapur, Ahmadnagar und Berar errangen im Jahr 1490 ihre Selbständigkeit, Bidar im Jahr 1492 und Golkonda im Jahr 1512.

## Geschichte
Ursache für die Entstehung der fünf islamischen Staaten waren innere Streitigkeiten des Bahmani-Sultanats, die schließlich zum völligen Verlust der Macht des letzten Sultans Mahmud Shah IV. (reg. 1482–1518) führten. Meist waren die Dekkan-Sultanate untereinander in Kriege verwickelt. Im Jahr 1564 schlossen sie sich aber, bis auf Berar, zu einem Bündnis gegen Vijayanagar zusammen und schlugen den gemeinsamen Feind im darauf folgenden Jahr in der Schlacht von Talikota so vernichtend, dass dieses letzte hinduistische Großreich Südindiens aus der indischen Politik ausschied.
Im Jahr 1574 nach einem Putsch im Sultanat Berar wurde dieses vom Sultanat Ahmadnagar erobert. Im Jahr 1600 wurde das Sultanat Khandesh vom Mogulherrscher Akbar I. erobert, der die Grenzen seines Reiches nach Süden auf das Dekkan-Hochland zu verschieben trachtete. Im Jahr 1619 wurde das Sultanat Bidar vom Sultanat Bijapur annektiert. Später wurden die übriggebliebenen drei Sultanate Ahmadnagar, Bijapur und Golkonda vom Mogulreich erobert: Das Sultanat Ahmadnagar wurde vollständig zwischen 1616 und 1636 vom Mogulreich überrannt, und die Sultanate Golkonda und Bijapur wurden vom Mogulregenten Aurangzeb im Feldzug der Jahre 1686–87 erobert. 
Nach dem Tod Aurangzebs (1707) begann der Untergang des Mogulreiches erfolgte in den Gebieten der vom Mogulkaiser beseitigten Dekkan-Sultanate der Aufstieg des hinduistischen Reiches der Maratha, das letztlich wiederum in den Marathenkriegen vom britischen Kolonialreich vernichtet wurde.